# Сакураи, Сёдзо
Сёдзо Сакураи (яп. 樱井 省三 Сакураи Сёдзо:, 27 июля 1889 — 7 июля 1985) — генерал-лейтенант Императорской армии Японии в годы Второй мировой войны.
Был уроженцем Нагои, хотя в официальных документах указывал Хаги префектуры Ямагути. В 1911 году он окончил Рикугун сикан гакко, а в 1919 году — Рикугун дайгакко; обучался на офицера пехоты, но стал специалистом по транспорту. Некоторое время был военным атташе во Франции, в начале 1930-х преподавал в Рикугун сикан гакко, в 1934—1936 годах был командиром 77-го полка. Впоследствии был приписан к штаб-квартире департамента морского транспорта, отвечал за всё, связанное с морскими портами. В 1938 году был произведён в генерал-майоры и стал инспектором портов центрального Китая.
В 1938 году Сёдзо Сакураи некоторое время командовал пехотой 22-й дивизии, в 1939 году получил назначение в штаб-квартиру Центрально-Китайской экспедиционной армии, а затем стал начальником штаба 13-й армии. В 1940 году был произведён в генерал-лейтенанты.
В 1941 году Сёдзо Сакураи стал командующим 33-й дивизии, входившей в состав 11-й армии, которая приняла участие во вторжении в Сиам и Бирму, и в итоге стала гарнизоном в Аракане. В 1943 году он вернулся в Японию и возглавил Департамент бронетанковых войск в Министерстве армии. В 1944 году вернулся в Бирму в качестве командующего 28-й армии. Его войска вторглись в Бенгалию, чтобы отвлечь британцев от обороны Импхала, но понесли тяжёлые потери и были отбиты. 20 июля 1945 года Сакураи отступил в Моулмейн, который удерживал до конца войны.